# ZipcodeZoo
ZipcodeZoo是一個自由及免費的線上動物百科全書，意圖紀錄所有已知的現生物种及種下分類群。ZipcodeZoo的基礎數據編譯自已有的其他數據庫，再加上其他參與者的修訂。每個物種都有一個頁面，輔以文字、聲音、視頻及照片。這個網站由大衛·J·史坦博士所創立，但隨着史坦博士患病及離世，網站已多年沒有維護而無法連結，只能透過互联网档案馆之類的數位圖書館網站去存取其過往數據。
ZipcodeZoo是一個搜集過萬計的物種與種下分類群的自然历史、生物分类学、物种特徵、保育生物學及分佈範圍等信息的線上数据库。網站包括有超過80萬幅相片、5萬段视频、16萬段媒體片段以及320萬幅地图，覆蓋320萬個物種和種下分類群。
ZipcodeZoo從Catalogue of Life提取其基本物種的清單，從全球生物多樣性信息設施（GBIF）提及地圖數據，從Flickr提取多數物種的照片，從YouTube提供視頻，保護狀態的IUCN以及其他主要來源。
所有頁面均根據Creative Commons許可證發布。

## 外部連結
- .   [2018-09-13]. （原始内容存档于2014-09-12） （英语）.